# Xiphocentron fuscum
Xiphocentron fuscum är en nattsländeart som beskrevs av Oliver S. Flint Jr. 1968. Xiphocentron fuscum ingår i släktet Xiphocentron och familjen Xiphocentronidae. Inga underarter finns listade i Catalogue of Life.